# Tony Hale
Pour les articles homonymes, voir Hale.
Anthony Hale, dit Tony Hale, est un acteur américain, né le 30 septembre 1970 à West Point (New York).

## Biographie

### Débuts
Anthony Russell Hale naît à West Point, New York, et il grandit à Tallahassee, Floride, où il étudie à la  Young Actors Theatre et participe à de nombreuses productions musicales et théâtrales.
Hale est diplômé de la Samford University en Alabama en 1992 avec un diplôme de journaliste, dans laquelle il est devenu membre de la fraternité Sigma Chi. En 1994, il est diplômé de la School of Communication & the Arts of Regent University en Virginie.
À la fin de ses études, il s'installe à New York et y vit durant dix ans. Pendant qu'il était à New York, Hale a aidé à créer un culte chrétien appelé The Haven, une communauté artistique constituée de chrétiens qui se réunissent chaque semaine.

### Carrière
Il a fait de petites apparitions dans des séries telles que Dawson, Les Soprano, et Sex and the City.
De 2003 à 2006, il connaît la gloire à la télévision avec la sitcom, Arrested Development, diffusée sur la Fox. La sitcom a été de nombreuses fois récompensée et plébiscitée par les professionnels, la critique ainsi que le public.
À la suite de l'arrêt de la série en 2006 qui l'a rendu très populaire, il s'implique de nombreux projets surtout à la télévision.
Il a eu un rôle récurrent dans la série Chuck diffusé sur la NBC entre 2008 et 2010. Ce départ lui a valu le premier rôle dans la websérie Ctrl sur la NBC, dont le premier épisode a été diffusé le 13 juillet 2009.
il est apparu dans le second épisode de la première saison de United States of Tara dans le rôle du professeur d'anglais Gershenoff. Il rejoint également le casting de  Numb3rs en 2009, dans le rôle récurrent de Professeur Russell Lazlo.
il a également joué dans le court-métrage Cruel Logic, réalisé par Brian Godawa qui a reçu de nombreuses récompenses en 2006. Il a également fait une apparition dans le clip "Beat It" des Fall Out Boy où il incarne un étrange professeur de karaté.
En 2012, il apparaît comme personnage récurrent dans la comédie dramatique Not That Funny et en guest dans New York, unité spéciale.
En 2012, il débute la nouvelle comédie d'HBO Veep comme Gary Walsh, l'assistant personnel de la Vice Présidente des États-Unis Selina Meyer (joué par Julia Louis-Dreyfus). Le 22 septembre 2013, Tony Hale et Julia Louis-Dreyfus remportent tous les deux un Emmy Award, celle-ci pour Meilleure Actrice dans une série comique et Hale pour meilleur acteur dans un second rôle dans une comédie.

### Vie privée
Il a épousé Martel Thompson le 24 mai 2003. Ils ont eu leur premier enfant, Loy Ann Hale, le 24 février 2006. Ils vivent dans le quartier historique Los Feliz de Los Angeles.

## Filmographie

### Cinéma

#### Longs métrages
- 2004 : L'Histoire (Stateside) de Reverge Anselmo : Oncle Donny
- 2005 : Fortunes de Parker Cross : Phil Yount
- 2006 : L'Incroyable Destin de Harold Crick (Stranger Than Fiction) de Marc Forster : Dave
- 2006 : Camping-car (RV) de Barry Sonnenfeld : Frank
- 2006 : Enfants non accompagnés (Unaccompanied Minors) de Paul Feig : Alan Davies
- 2006 : The Proper Care & Feeding of an American Messiah de Christopher J. Hansen : Le propriétaire avec des démons
- 2006 : Larry the Cable Guy: Health Inspector de Trent Cooper : Jack Dabbs
- 2006 : The Beach Party at the Threshold of Hell de Jonny Gillette et Kevin Wheatley : Le biographe de Remington
- 2007 : À la recherche de l'homme parfait (Because I Said So) de Michael Lehmann : Stuart
- 2007 : Dante's Inferno de Sean Meredith : Pape Nicholas III (voix)
- 2008 : L'Année de notre vie (The Year of Getting to Know Us) de Patrick Sisam : Nickie Apple
- 2008 : La Légende de Despereaux (The Tale of Despereaux) de Sam Fell et Robert Stevenhagen : Furlough (voix)
- 2009 : The Informant! de Steven Soderbergh : James Epstein
- 2009 : The Goods: Live Hard, Sell Hard de Neal Brennan : Wade Zooha
- 2009 : My Suicide de David Lee Miller : Caremlo Peters
- 2009 : The Answer Man (Arlen Faber) de John Hindman : Le facteur
- 2010 : Happythankyoumoreplease de Josh Radnor : Sam
- 2010 : In My Sleep d'Allen Wolf : Ben
- 2011 : Wuss de Clay Liford : Mr Crowder
- 2011 : Sironia de Brandon Dickerson : Chad
- 2012 : Not That Funny de Lauralee Farrer : Stefan Lane
- 2013 : Les Flingueuses (The Heat) de Paul Feig : John
- 2013 : The Kings of Summer de Jordan Vogt-Roberts : L'homme dans le car
- 2015 : American Ultra de Nima Nourizadeh : Petey Douglas
- 2015 : Alvin et les Chipmunks : À fond la caisse (Alvin and the Chipmunks: The Road Chip) de Walt Becker : Agent James Suggs
- 2015 : Avril et le Monde truqué de Franck Ekinci et Christian Desmares : Darwin (voix anglaise)
- 2015 : Night Owls de Charles Hood : Dr Newman
- 2016 : Yoga Hosers de Kevin Smith : Bob Collette
- 2016 : Angry Birds, le film (The Angry Birds Movie) de Clay Kaytis et Fergal Reilly : Ross / Cyrus / Mime (voix)
- 2017 : Transformers: The Last Knight de Michael Bay : Tony, l'ingénieur JPL
- 2017 : Brave New Jersey de Jody Lambert : Clark Hill
- 2017 : And Then I Go de Vincent Grashaw : Mr Mosley
- 2017 : Last Call de Steven Bernstein : Brinnan
- 2018 : Love, Simon de Greg Berlanti : Mr Worth
- 2018 : Le 15 h 17 pour Paris (The 15:17 to Paris) de Clint Eastwood : Coach Murray
- 2018 : Batman Ninja de Junpei Mizusaki : Le Joker (voix anglaise)
- 2018 : Sadie de Megan Griffiths : Bradley
- 2019 : Toy Story 4 de Josh Cooley : Forky (voix)
- 2019 : Angry Birds : Copains comme cochons (The Angry Birds Movie 2) de Thurop Van Orman : Mime (voix)
- 2019 : To the Stars de Martha Stephens : Gerald Richmond
- 2020 : Eat Wheaties! de Scott Abramovitch : Sid Straw
- 2020 : De l'autre côté du ciel (Entotsu-chō no Poupelle) de Yusuke Hirota : Poupelle (voix anglaise)
- 2020 : Nine Days d'Edson Oda : Alexander
- 2020 : What Josiah Saw de Vincent Grashaw : Ross Milner
- 2021 : Being the Ricardos d'Aaron Sorkin : Jess Oppenheimer
- 2021 : Clifford de Walt Becker : Zak Tiernan
- 2022 : Hocus Pocus 2 d'Anne Fletcher : Maire Jefry Traske / Révérend Traske
- 2023 : Une femme en jeu (Woman of the Hour) d'Anna Kendrick : Ed Burke / Jim Lange
- 2023 : Quiz Lady de Jessica Yu : Ben Franklin
- 2024 : Unfrosted : L'épopée de la Pop-Tart (Unfrosted) de Jerry Seinfeld : Eddie Mink
- 2024 : Vice-versa 2 (Inside Out 2) de Kelsey Mann : Peur (voix)
- 2024 : Megamind contre Doom Syndicate (Megamind vs the Doom Syndicate) d'Eric Fogel : Mel (voix)
- 2024 : Sketch de Seth Worley : Taylor Wyatt
- 2025 : Opus de Mark Anthony Green : Soledad Yusef

#### Courts métrages
- 2002 : Devotion de Frank J. Todaro : Hank
- 2003 : My Blind Brother de Sophie Goodhart : Bill
- 2007 : Flatland: The Movie de Dano Johnson et Jeffrey Travis : Roi de Pointland
- 2007 : Ctrl Z de Robert Kirbyson : Stuart Barnes
- 2007 : Cruel Logic de Brian Godawa : Le professeur
- 2008 : Other Plans de Judson Pearce Morgan : Robbie
- 2008 : Happy Wednesday de Jason Naumann : Haynes Kemp
- 2008 : The Laundry d'Alex Beh : Robbie
- 2009 : Weathered de Matt Barber et Matt Webb : Stanway Steini
- 2010 : Successful Alcoholics de Jordan Vogt-Roberts : L'éditeur de Lindsay
- 2011 : Perfect d'Amie Steir : Gene
- 2012 : Flatland 2: Sphereland de Dano Johnson : Roi de Pointland
- 2012 : First in Flight de Brandon Hess : Wlibur Wright
- 2013 : Bud Selig Must Die de Vincent Masciale : Jerry
- 2014 : The Nobodies de Greg Bratman et Dusty Brown : Le patron

### Télévision

#### Séries télévisées
- 1997 : Contes de l'au-delà (Ghost Stories) : Billy Thorpe
- 1998 : Legacy : Hyram
- 2000 : The Street : Un stagiaire
- 2001 : Dawson : Dr Bronin
- 2001 : Les Soprano (The Sopranos) : RN Collins
- 2001 : Sex and the City : Tiger
- 2003 - 2006 / 2013 / 2018 - 2019 : Arrested Development : Byron "Buster" Bluth
- 2005 : Les Lectures d'une blonde (Stacked) : Brent
- 2006 : The Room : Craigers
- 2007 : Big Day : David
- 2007 : Andy Barker, P.I. : Simon
- 2007 : Clark and Michael : Tony Mesner
- 2008 : Samantha qui ? (Samantha Who?) : Dr Andy Adams
- 2008 - 2009 : Urgences (ER) : Norman Chapman
- 2008 - 2010 : Chuck : Emmett Milbarge
- 2009 : United States of Tara : Oral Gershenoff
- 2009 : Leçons sur le mariage (Rules of Engagement) : Steve
- 2009 : Ctrl : Stuart Grundy
- 2009 - 2010 : Numb3rs : Russell Lazlo
- 2010 : Community : Professeur Holly
- 2010 : New York, police judiciaire (Law and Order) : Dr Phillip Shoemaker
- 2010 : Justified : David Mortimer
- 2010 : Le Monde selon Tim (The Life and Times of Tim) : Vince (voix)
- 2010 : Médium : Gil Bureli
- 2011 : Psych : Enquêteur malgré lui (Psych) : Jerry Kincaid
- 2011 : Human Target : La Cible (Human Target) : Harry
- 2011 : Royal Pains : Andy
- 2011 : Good Vibes : Wadska
- 2011 : Paul the Male Matchmaker : Bob
- 2011 : NTSF:SD:SUV : Dr Karl
- 2012 : New York, unité spéciale (Law and Order: Special Victims Unit) : Rick Simms
- 2012 : Up All Night : Dr Welborn
- 2012 - 2019 : Veep : Gary
- 2013 : The High Fructose Adventures of Annoying Orange : César / Rutabaga (voix)
- 2013 - 2016 : Sanjay et Craig (Sanjay and Craig) : Mr Noodman (voix)
- 2013 / 2018 : Docteur La Peluche (Doc McStuffins) : Tobias (voix)
- 2013 - 2019 : Drunk History : Meriwether Lewis / Ub Iwerks / Edward Cope / Buster Keaton / James Monroe / Isser Harel / Leon Wildes / John Mitchell
- 2014 : About a Boy : Hugh Womple
- 2014 : The Birthday Boys : Reginaldo Alphonsy
- 2015 : Childrens Hospital : Brad Lendricks
- 2015 : Jake et les Pirates du Pays Imaginaire (Jake and the Never Land Pirates) : Dr Undergear (voix)
- 2017 : Rick et Morty (Rick and Morty) : Eli (voix)
- 2017 : Animals. : Matthew (voix)
- 2017 : Difficult People : Lui-même
- 2017 : Pickle and Peanut : Funwagon (voix)
- 2017 : Rhett and Link's Buddy System : Glen
- 2018 - 2019 : Les Désastreuses Aventures des orphelins Baudelaire (A Series of Unfortunate Events) : Jérôme Salomon d'Eschemizerre
- 2019 : Star Butterfly : Le roi de la tarte (voix)
- 2019 : Spirit : Au galop en toute liberté (Spirit: Riding Free) : Bellhop / Le serveur (voix)
- 2019 : Ask the StoryBots : Chuck (voix)
- 2019 : The Coop : Le prêtre
- 2019 - 2020 : Les pérégrinations d'Archibald (Archibald's Next Big Thing) : Archibald / Ham Spade / Archibald jeune / Murray (voix)
- 2019 - 2020 : Fourchette se pose des questions (Forky Asks a Question) : Forky (voix)
- 2019 / 2022 : Amphibia : Gary, l'apothicaire (voix)
- 2019 - 2023 : Harley Quinn : Dr Edgar Cizko / Dr Psycho / Felix Faust (voix)
- 2020 : The Twilight Zone : La Quatrième Dimension (The Twilight Zone) : Tom
- 2020 : Woke : Butter (voix)
- 2020 : When the Street Lights Go On : Mr Bouque
- 2020 - 2021 : Crossing Swords : Blarney (voix)
- 2021 : J'adore Arlo (I [Heart] Arlo) : Cookie Tin / Tin (voix)
- 2021 : Archibald's Next Big Thing Is Here : Archibald / Murray (voix)
- 2021 : Centaurworld : Tony Duperlton (voix)
- 2021 : Le Mystérieux Cercle Benedict (The Mysterious Benedict Society) : Mr Benedict / Dr L.D. Curtain
- 2021 - 2022 : La Brigade des poussins (The Chicken Squad) : Frazz / Bob (voix)
- 2021 - 2022 : Birdgirl : Paul (voix)
- 2021 - 2023 : Les Razmoket (Rugrats) : Bradley / Chas Finster (voix)
- 2021 - 2023 : HouseBroken : Max / Diablo / Un mouton (voix)
- 2022 : La Légende de Vox Machina (The Legend of Vox Machina) : Sir Fince (voix)
- 2022 - 2023 : Solar Opposites : Little Buddy (voix)
- 2023 : Le fantôme et Molly McGee (The Ghost and Molly McGee) : Calvin Redtop (voix)
- 2024 : La Maison magique de Mickey (Mickey Mouse Funhouse) : Gus (voix)
- 2024 : Megamind Rules! : Mr Donut (voix)
- 2024 : The Decameron : Sirisco
- 2024 : Rêves Productions (Dream Productions) : Peur (voix)

## Distinctions

### Récompenses
- TV Land Awards 2004 : Future Classic Award pour son rôle dans la série Arrested Development, partagé avec le reste des acteurs.
- Primetime Emmy Awards 2013 : meilleur acteur dans un second rôle pour Veep
- Primetime Emmy Awards 2015 : meilleur acteur dans un second rôle pour Veep

### Nominations
- Screen Actors Guild Awards 2005 : meilleure performance d'un ensemble d'acteurs dans une série comique pour Arrested Development (nomination partagée avec d'autres interprètes)
- Screen Actors Guild Awards 2006 : meilleure performance d'un ensemble d'acteurs dans une série comique pour Arrested Development (nomination partagée avec d'autres interprètes)
- Screen Actors Guild Awards 2013 : meilleure performance d'un ensemble d'acteurs dans une série comique pour Arrested Development (nomination partagée avec d'autres interprètes)
- Screen Actors Guild Awards 2013 : meilleure performance d'un ensemble d'acteurs dans une série comique pour Veep (nomination partagée avec d'autres interprètes)
- Screen Actors Guild Awards 2014 : meilleure performance d'un ensemble d'acteurs dans une série comique pour Veep (nomination partagée avec d'autres interprètes)
- Screen Actors Guild Awards 2015 : meilleure performance d'un ensemble d'acteurs dans une série comique pour Veep (nomination partagée avec d'autres interprètes)

## Voix francophones
| - Nessym Guetat dans : - Chuck (série télévisée) - United States of Tara (série télévisée) - New York, police judiciaire (série télévisée) - Justified (série télévisée) - New York, unité spéciale (série télévisée) - Les Flingueuses - American Ultra - Transformers: The Last Knight - Being the Ricardos - Le Décaméron (série télévisée) - Laurent Morteau dans : - Alvin et les Chipmunks : À fond la caisse - Animals (en) (voix) - Love, Simon - Clifford - Anatole de Bodinat dans : - Le Mystérieux Cercle Benedict (série télévisée) - Hocus Pocus 2 - Quiz Lady (en) - Une femme en jeu | - Marc Saez dans : - Camping-car - The Informant! - Pierre Niney dans : - Toy Story 4 (voix) - Vice-versa 2 (voix) - Gauthier Battoue dans : - Fourchette se pose des questions (en) (voix) - Rêves Productions (en) (mini-série, voix) Et aussi - Denis Sebbah dans Arrested Development (série télévisée) - Tanguy Goasdoué dans L'Incroyable Destin de Harold Crick - Christophe Lemoine dans La Légende de Despereaux (voix) - Xavier Béja dans Veep (série télévisée) - Michel Mella dans Sanjay et Craig (voix) - Simon Duprez dans Yoga Hosers - Thierry Ragueneau dans Les Désastreuses Aventures des orphelins Baudelaire (série télévisée) |

Au Québec
- François Bellefeuille dans Toy Story 4 (voix)